# Collégiale Saint-Timothée de Reims
L'ancienne collégiale Saint-Timothée de Reims est une ancienne collégiale de Reims, fondée en 1064 par Gervais, archevêque de Reims, dont la façade était située rue des Cardinaux, aujourd'hui rue des Créneaux, presque en face de la rue des martyrs. Elle était associée à l'abbaye Saint-Remi de Reims.

## Histoire
Une basilique, probablement desservie par une communauté de clercs, existait avant l'épiscopat de saint Remi, celui-ci ayant demandé d'y reposer dans son testament.
L'archevêque Adalbéron avait uni Saint-Timothée à l'abbaye Saint-Remi de Reims.
La liste des cens du Polyptyque de Saint-Remi mentionne vers le milieu du IXe siècle, une abbaye Decima de abbatia Sancti Timothei, ad hospitium Sancti Remigii (décime de l'abbaye Saint-Timothée de Reims, à l'hospice Saint-Remi).
La collégiale est établie par l'archevêque de Reims, Gervais en 1065. Dans la charte de fondation de la collégiale Saint-Timothée, il est indiqué que les chanoines devaient desservir la paroisse Saint-Timothée. L’autel de la paroisse est situé en haut de nef. Les paroissiens se plaignent au XVIIIe siècle que la partie de l’église qui leur est réservée « ne peut jamais contenir plus du tiers des paroissiens, entassés les uns sur les autres ». La paroisse n’a pas l’usage de l’église avant huit heures en été, neuf en hiver. Commence alors la messe paroissiale, et une heure et demie plus tard les chanoines reprennent possession du bâtiment.
L’abbaye de Saint-Remi exerce sa domination sur les paroisses relevant de son ban et sur deux collégiales, dont celle de Saint-Timothée.
Le 13 février 1790, l'Assemblée constituante prononce l'abolition des vœux monastiques et la suppression des congrégations religieuses. Les douze chanoines sont interdits de leurs fonctions canoniales le 25 novembre 1790. La collégiale est vendue aux enchères et détruite en 1793. Elle donne son nom à la place Saint-Timothée de Reims.

## Chanoines
Le chapitre de Saint-Timothée était composé de douze chanoines à la collation (droit de conférer un bénéfice ecclésiastique) de l'abbé de Saint-Remi. La charte de fondation prévoit que douze prébendes soient instituées.
- Guérin de Goujon en 1254
- Baugeois de Namps († 1528), clerc du diocèse d'Amiens, curé de Remilly, reçu chanoine du chapitre de Notre-Dame, le 6 mai 1471, le même jour, il devient chanoine de Saint-Symphorien et, vers 1503, chanoine de Saint-Timothée, épitaphe dans la cathédrale de Reims[4].

- Nicolas Lafricque, receveur en 1611
- Robert Le Large (†1684), prêtre rémois, maître es-arts, professeur de théologie et recteur de l’université (1645), était entre au Chapitre métropolitain le 28 janvier 1645, renonçant pour cela, le 19 avril suivant, à son canonicat de Saint-Timothée[5].
- Michel de Blanzy (ca1600-1690), docteur en théologie, professeur de la faculté de théologie de Reims, chanoine et receveur du chapitre de Saint-Timothée, patron de Voncq et de Rilly-aux-Oies[Note 2],[6], puis chanoine de l'église métropolitaine de Reims, il succède, le 5 juillet 1684, à Robert Le Large, doyen et chanoine de l'église cathédrale de Reims, à la prébende 34 laissée vacante par la mort de ce dernier. Quatre mois plus tard, le 3 novembre, il opta pour la 67e, sans doute mieux dotée. Avant la prise de possession, il résigna son canonicat de l'église collégiale de Saint-Timothée, le 30 octobre 1684[5].,
- Brice Guyart, chanoine de Saint-Timothée[6].
- Daniel Egand (†1696), docteur et professeur en théologie, chanoine de Saint-Timothée, Le 25 janvier 1678, curé de Saint-Sixte et grand maître de l’université.
- André Cocquebert (†1709), chanoine de Saint-Timothee vers 1696[5].
- Jean-Baptiste Remi Thièry (1746-1831), chanoine, démissionne en 1784.
- Jean-François Muiron (1719-1806), chanoine en 1784 en remplacement de Thièry.
- Nicolas Marlot, chanoine de Saint-Timothée puis chanoine de l'église métropolitaine de Reims
- Hibère, il prit part aux assemblés de  1789 comme député représentant du clergé
- J.B. Rousseville, il prit part aux assemblées de 1789 comme représentant du clergé
- Nicolas-Joseph Villé, il prit part aux assemblées de 1789 comme représentant du clergé

## Personnalités
- Regnier du Champ, censitaire du chapitre
- Nicolaus de Aubentono, chapelain
- Claude-Etienne Marot (1757-1816), chapelain

## Les émaux
Un ensemble d'émaux fabriqués par Jules Laudin en 1663 pour la collégiale se trouvent actuellement au musée Saint-Remi de Reims.

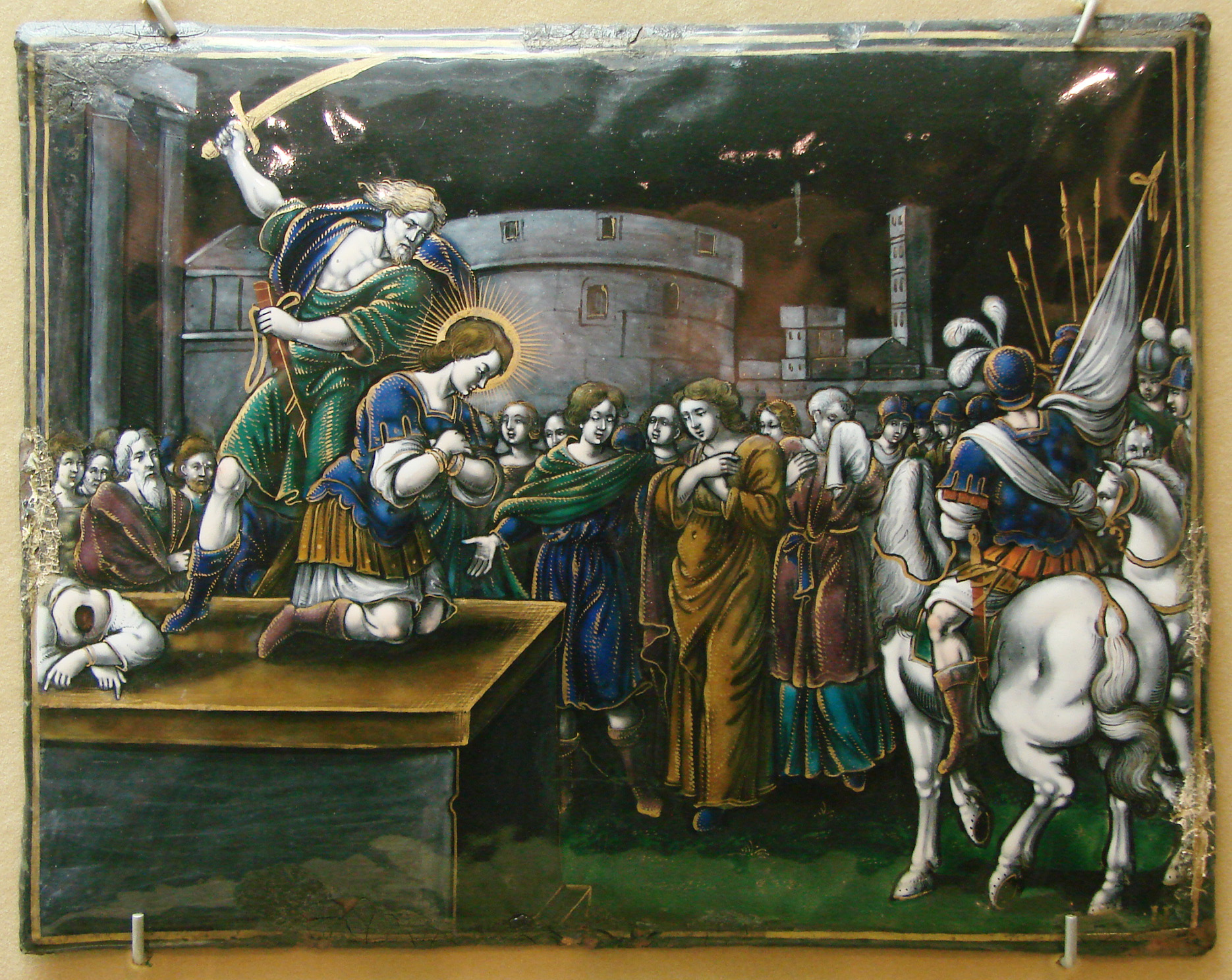
Martyre de Timothée et Apollinaire à la Pompelle.
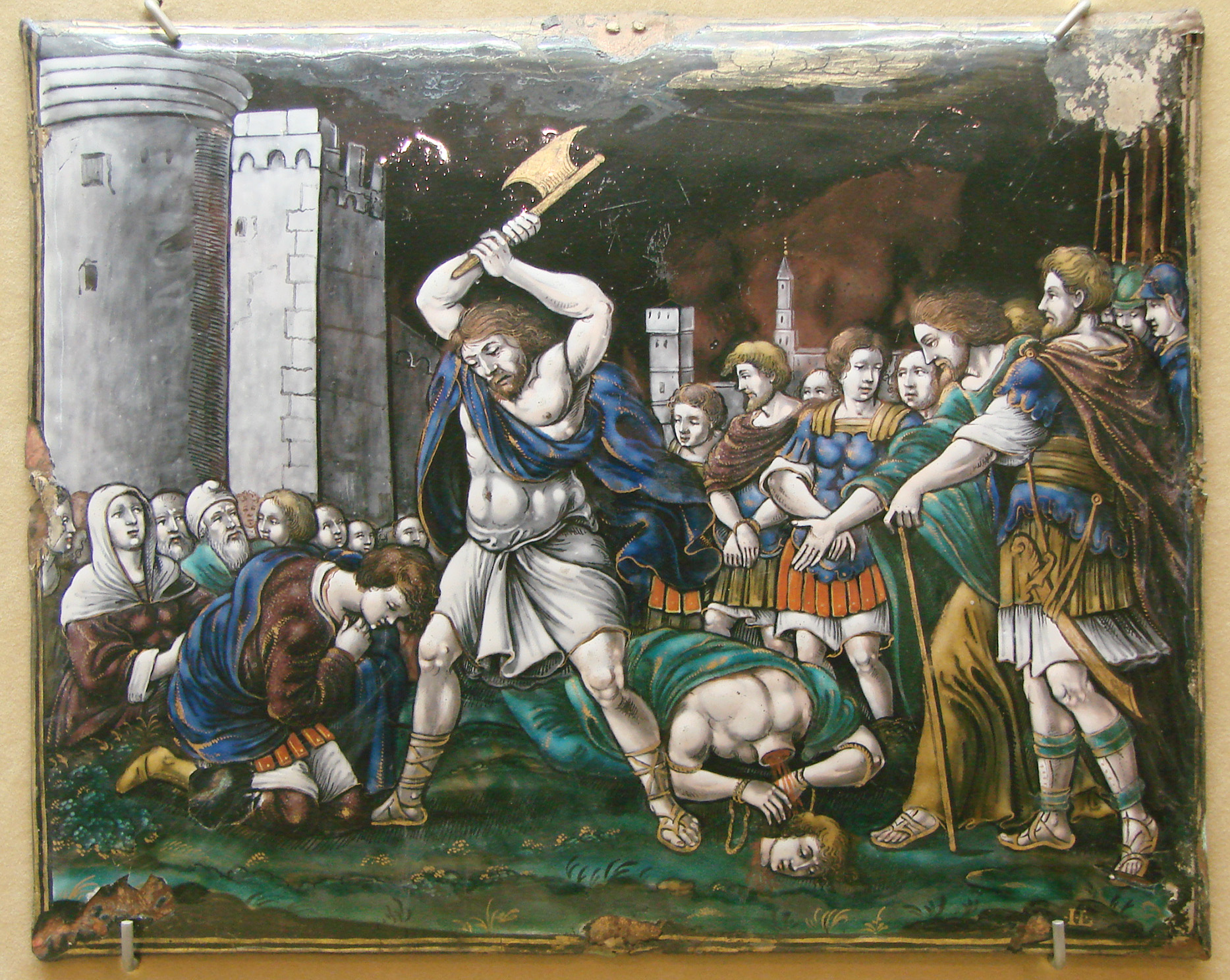
Les disciples
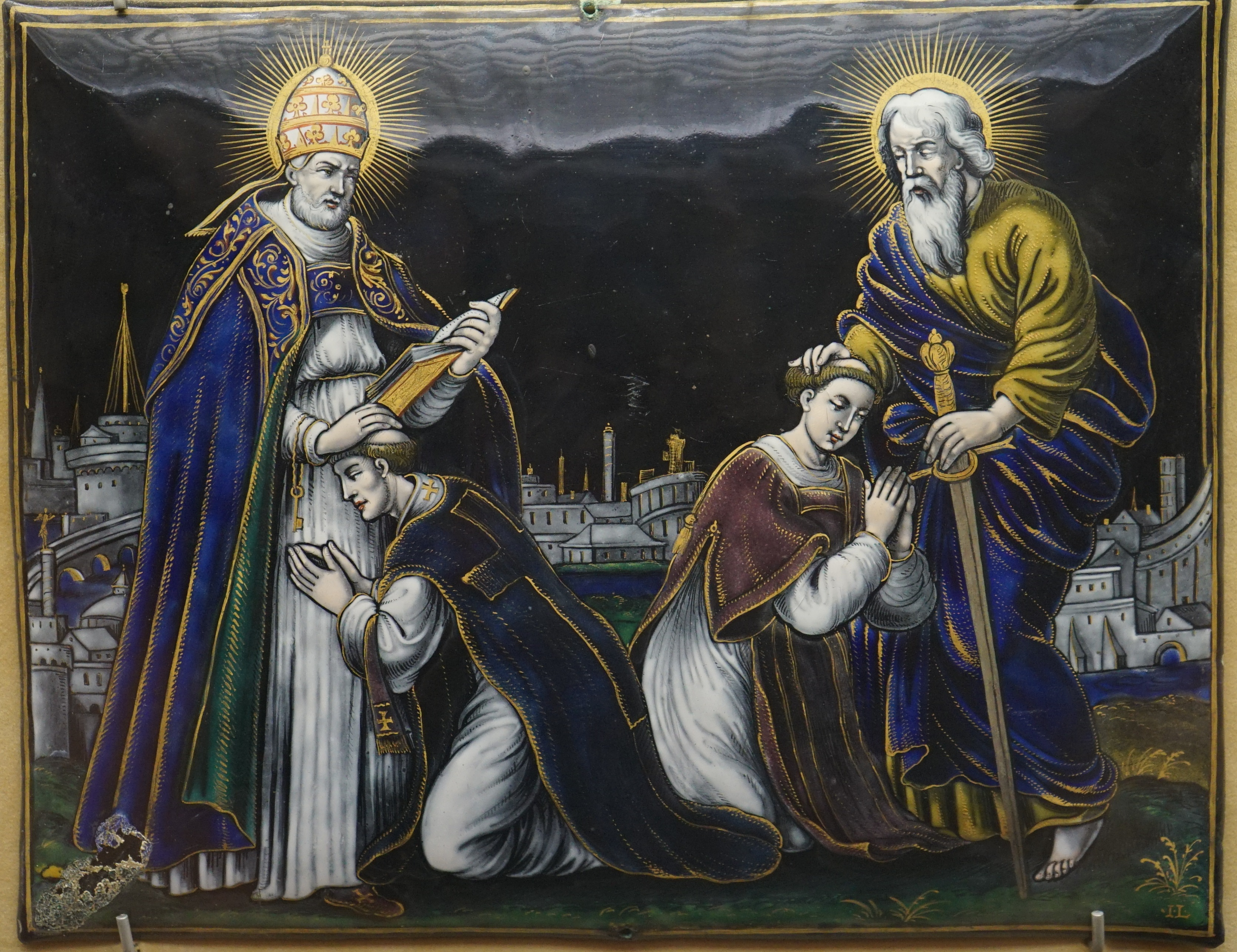
de Timothée et Maur
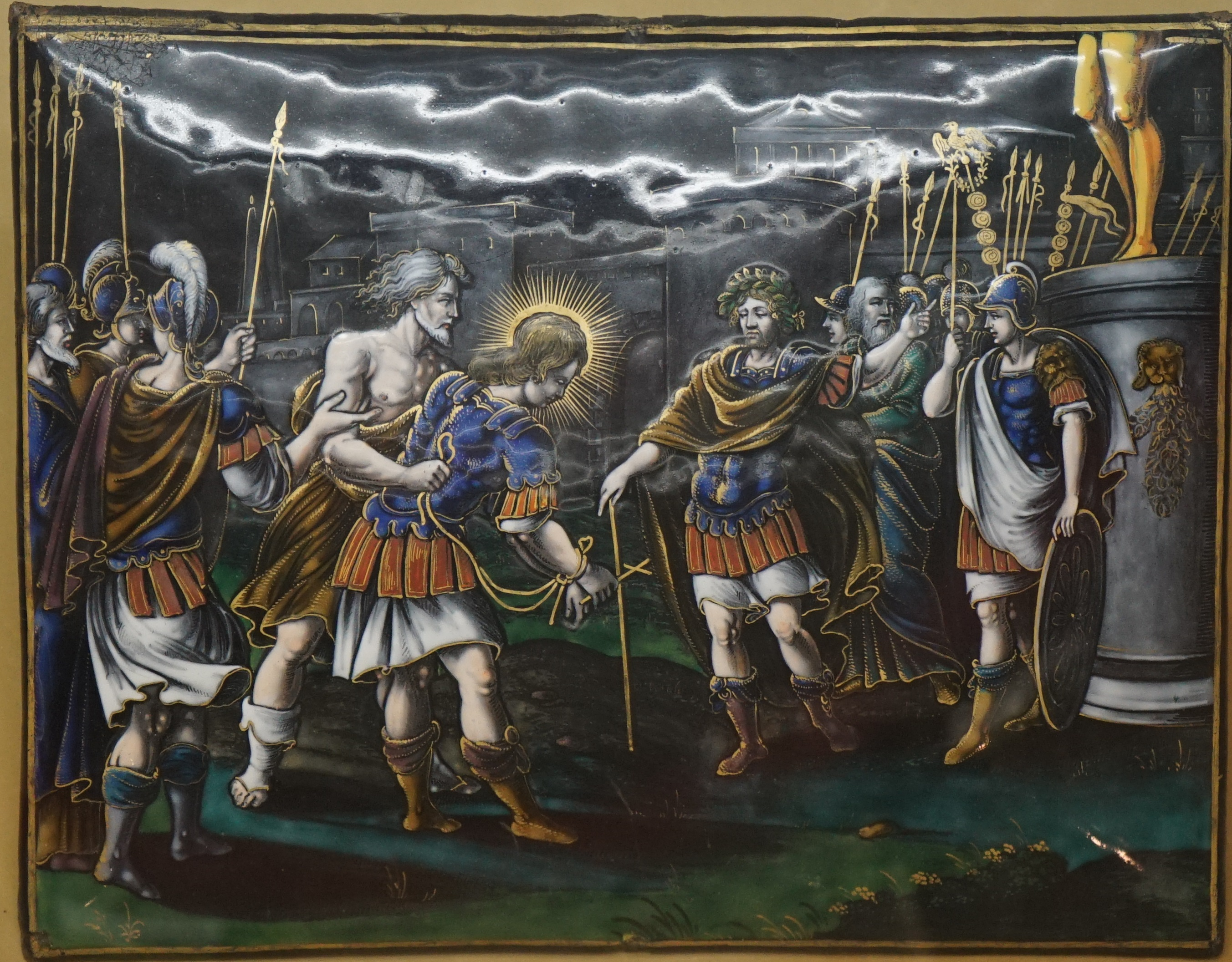
devant le gouverneur.

## Droit de patronage
- Communauté paroissiale Saint-Timothée de Reims.
- En 1776, le chapitre de Saint-Timothée est décimateur de l'église Saint-Rémi d'Ormes et de l'église Saint-Sébastien de Bétheny[7].

## Héraldique
|  | Les armes du chapitre de Saint-Timothée de Reims se blasonnent ainsi : D’azur semé de fleur de lys d’or sans nombre. Le semis bleu fleurdelisé est le traditionnel écu des rois de France. |